# Seawater Greenhouse

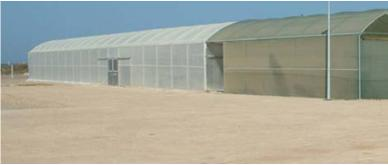
Seawater Greenhouse in Teneriffa (2011)

Das Seawater Greenhouse (englisch für Meerwassergewächshaus) ist ein Gewächshaus, das eine Meerwasserentsalzungsanlage enthält und dessen Wasserbedarf daher mit Salzwasser gedeckt werden kann, womit es vor allem für aride, wasserarme Regionen geeignet ist. Damit wird im Gewächshaus der natürliche Wasserkreislauf in einem kleinen Maßstab nachgebildet.
Die Technologie wird seit 1991 von einem britischen Unternehmen (Seawater Greenhouse Ltd.) entwickelt und ist seit Ende der 1990er Jahre marktreif. Gewächshäuser mit dieser Technik gibt es auf der kanarischen Insel Teneriffa (seit 1992, Pilotanlage), in Oman (seit 2006) und im Emirat Abu Dhabi (VAE, seit 2000). Unter dem Namen Sundrop Farms wird das Konzept in Australien seit 2010 kommerziell angewendet.

## Konzept
Das Gewächshaus nutzt Sonnen- und Windenergie für die Prozesse, die in seinem Inneren ablaufen, ist allerdings nicht vollständig energieautark. Vom Hersteller wird ein Strombedarf von weniger als 3 kWh pro Kubikmeter verarbeitetem Wasser angegeben, dabei ist die Effizienz vom Klima abhängig (je sonniger, desto effizienter wird das Süßwasser erzeugt). Es besteht aus einer Stahlkonstruktion, die das eigentliche Gewächshaus darstellt und einem deutlich größeren, daran anschließenden Zelt. In beiden Zonen können verschiedene Pflanzensorten angebaut werden. Die Stahlkonstruktion ist so ausgerichtet, dass die vorherrschende Windrichtung bei der Ventilation des Gewächshauses ausgenutzt werden kann, meist muss diese jedoch durch Ventilatoren verstärkt werden.
In der Frontwand der Stahlkonstruktion wird das eingehende Salzwasser erhitzt und verdampft. Durch den Prozess kühlt die einströmende Luft aus und die relative Luftfeuchtigkeit wird erhöht. Das doppelt konstruierte Dach filtert Infrarotwellen aus dem Sonnenlicht, so dass nur das für die Photosynthese benötigte Licht ins Gewächshaus gelangt, und erhitzt die Luft zwischen den beiden Flächen, diese wird abgeführt und unterstützt dann den Verdampfungsprozess des Salzwassers. 
Zwischen Stahlkonstruktion und Zelt befindet sich eine zweite Verdampfungsanlage, die die Luftfeuchtigkeit bis zum Taupunkt ansteigen lässt. Diese Luft gelangt dahinter in einen Kondensator, in dem destilliertes Wasser gewonnen wird, und wird dann ins Zelt abgeführt.

## Auszeichnungen
Das Konzept wurde mit dem Institution of Engineering and Technology Award 2006 in der Kategorie Nachhaltigkeit und dem Tech Museum Award 2006 ausgezeichnet, weiterhin belegte es beim Prize for the Environment der Universität St. Andrews 2007 den zweiten Platz.

## Sahara Forest Project
In Zusammenarbeit des Herstellers Seawater Greenhouse Ltd. mit einem Architekten-Team entstand 2008 das Konzept für das Sahara Forest Project, ein möglicher Weg in Wüsten großflächig derartige Gewächshäuser im Verbund mit Solaranlagen zur Lebensmittelproduktion zu nutzen. Dabei sollen Solarturmkraftwerke die Energie für die Pumpen der Gewächshäuser liefern sowie mit ihrer Abwärme zusätzlich den Verdampfungsprozess des Meerwassers unterstützen (in den Solarturmkraftwerken werden mittels Spiegel Sonnenstrahlen gebündelt und dadurch Wasser verdampft, mit dem eine Dampfturbine angetrieben wird). Eine solche Anlage soll laut Angaben der Entwickler deutlich mehr Strom und Trinkwasser erzeugen, als sie selbst zum Funktionieren benötigt. Charlie Paton, einer der Entwickler des Konzepts, schätzte die Kosten einer solchen Anlage für einen 20 Hektar großen Gewächshauskomplex im Verbund mit einem 10-Megawatt-Solarkraftwerk auf 80 Mio. €. Bisher werden jedoch noch Investoren für ein solches Projekt gesucht.